# Marc van Uchelen
Marcus Lutherus (Marc) van Uchelen (né à Baarn le 7 octobre 1970 - mort à Amsterdam le 1er juin 2013) est un acteur, producteur et réalisateur néerlandais. Révélé dans le film L'Assaut (1986), il consacre sa carrière comme acteur au théâtre, au cinéma et à la télévision, de même qu'à la direction et la production cinématographique.

## Biographie

### Enfance et adolescence
Marc van Uchelen nait à Barn dans une famille d'artistes. Il se souvient avoir été très tôt attiré par ce qui touchait le cinéma et les productions dramatiques. « J'ai eu des diapositives et j'étais complètement fasciné par le fait que lorsque la lumière passe à travers, on voit une image, » expliqua-t-il devenu adulte. « Ma première expérience cinématographique — mes parents m'ont emmené voir Blanche Neige — a frappé comme une bombe. »
En 1986, il se fait connaître dans son interprétation du rôle d'Anton Steenwijk dans film adapté du roman de Harry Mulisch, L'Assaut, du réalisateur Fons Rademakers, aux côtés de Derek de Lint et de Monique van de Ven. En 1987, le film remporte aux États-Unis l'Oscar et le Golden Globe du meilleur film en langue étrangère. Cette année-là, Van Uchelen interprète un rôle mineur dans le film de Theo van Gogh, Terug naar Oegstgeest (1987), adapté de romans de l'écrivain Jan Wolkers.
Alors qu'il est encore à l'école, Van Uchelen joue sur les planches d'un théâtre de répertoire néerlandais, le Zuidelijk Toneel, à Tilbourg, durant trois ans. En novembre 1990, il joue dans la l'adaptation néerlandaise de la pièce française de Julien Green, Het zuiden, sous la direction du Belge Ivo van Hove. Par la suite, il joue dans l'adaptation néerlandaise de la pièce anglaise de John Ford, Toch zonde van die hoer, à nouveau sous la direction de Van Hove, durant les saisons 1991 et 1992. Et il joue dans Thyestes sous la direction de Dora van der Groen durant les saisons 1992 et 1993.

### Études de cinéma
Van Uchelen retourne vers le cinéma, cette fois avec la régie du court-métrage Sjef Spenaert (1991). En 1992, il entre à l'Académie néerlandaise du film et de la télévision à Amsterdam. Durant ses études, il travaille à la régie des courts-métrages Bloody Mary (1992), Voorspoed der Slechtheid (1993) et Ventimiglia et Pisvingers! (1995). En 1996, il en sort avec un diplôme spécialisé en régie, scénario de fiction et éclairage.
À son examen final de l'Académie, Van Uchelen présente un court-metrage en 35 mm, Buenos Aires, Here We Come (1996). Cette comédie historique raconte l'histoire d'un officier SS néerlandais désillusionné lors de la libération des Pays-Bas durant la Seconde Guerre mondiale. Le court-métrage est présenté en 1997 au Festival international du film de Rotterdam dans la catégorie « perspectives néerlandaises ».
À l'Académie, il fait partie d'une cohorte d'élèves tels que Job ter Burg, Lodewijk Crijns, Mischa Kamp, Maria Ramos, et ses amis Martin Koolhoven et Menno Westendorp, lesquels se font plus tard connaître du milieu du cinéma néerlandais. « Il était toujours le chef-de-file du groupe : en aucun moment il n'y avait de défi de trop pour lui », se souvient le réalisateur Eddy Terstall. « Vous alliez toujours avec lui dans les bars les plus fous et les places les plus étranges. »

### Sous la direction de Terstall
Au cours de sa carrière, Van Uchelen joue dans cinq films sous la direction du réalisateur Eddy Terstall, dont trois dans le rôle principal. Il joue dans le thriller Whalhalla (1995), Dimitri dans la comédie romantique Hufters en Hofdames (1997), un caméo dans le drame De bockverfilming (1999) et Alfred dans la comédie Rent A Friend (2000).
Van Uchelen et Terstall se vouent un certain respect mutuel dans le travail cinématographique. « Ce qui importe est que ça clique entre nous, comme cela peut arriver avec des amis ou de la famille », dit Van Uchelen. « En outre, Eddy écrit d'une manière ou d'une autre des rôles qui me sied. […] Il y a toujours une partie de lui, ce sont invariablement des types introvertis, effrontés et originaux. »
Terstaal, qui commente en 2013 le jeu de Van Uchelen, le qualifie de « très hypothermique ». Van Uchelen « pouvait jouer toutes les émotions avec ses sourcils et ses yeux de chien », déclara Terstall. « Il avait également un timing impeccable quand il fit de l'humour. »
Pendant cette période de collaboration avec Terstall, Van Uchelen joue des rôles dans les films télévisés Duitster Licht (1997) et Jesus is een Palestijn (1999) de ses collègues de classe Martin Koolhoven et Lodewijk Crijns. Il interprète le rôle de Eddy dans le court-métrage télévisé Lolamoviola: Benidorm (1999) de Jaap van Eyck.

### À la télévision
Van Uchelen commence à la télévision par la régie de la comédie humoristique de situation Live opgenomen (1999), avec Ruben van der Meer et Horace Cohen. Il est ensuite à la régie et l'écriture de scénario du court-métrage télévisé humoristique Novellen - Shit Happens (2001) et du drame télévisé De nieuwe Lola's - www.eenzaam.nl (2002).
Pendant cette période, Van Uchelen commence à jouer quelques rôles secondaires des séries populaires de la télévision néerlandaise tels que Ernstige Delicten (2002), Gooische Vrouwen (2005). Il apparait plus tard dans Floor Faber (2009), Voetbalvrouwen (2010) et Divorce (2013). Ces séries télévisées sont des comédies humoristiques, dont les péripéties mettent en vedette des héroïnes.
Van Uchelen fait la régie de plusieurs publicités télévisées pour l'agence MacGyver pour promouvoir les compagnies Bol, Dixons, Hästens, Milieudefensie et De Telefoongids. Il fait également la régie de publicités pour Clearasil, Nivea et Lenen.

### Dernières années au cinéma
En parallèle de sa carrière à la télévision, van Uchelen continue d'interpréter des rôles dans des productions cinématographiques. Il occupe notamment le premier rôle dans le film de comédie en noir et blanc De Nobelprijswinnaar (2010) de Timo Veltkamp. 
Il rédige le scénario, produit et organise la distribution artistique du film à petit budget Webcam (2011). C'est en voyant que le film de Veltkamp est autofinancé qu'il décide de l'imiter plutôt que d'attendre du financement du Filmfonds. Le film coûte 10 000 euros et prend sept jours de tournage. Le film est sélectionné au Nerdrelands Film Festival. 

### Décès
Van Uchelen se donne la mort, à 42 ans, à la surprise de sa famille et de son entourage. Il laisse sa femme Lies Visschedijk, actrice de cinéma et de télévision, avec laquelle il était marié depuis 2004, et leurs deux fils.
Un de ses proches amis, Martin Koolhoven, qui le connaissait depuis longtemps, dit de lui qu'il était « l'une des personnes les plus drôles qu'il connaisse. » L'actrice Monique van de Ven, avec qui il avait joué alors qu'il avait 14 ans, déclare que Van Uchelen était « une personne fantastique et un acteur fantastique ».

## Filmographie

### Acteur - Film
| Année | Titre                 | Rôle                    | Cinéaste                       | Notes                                        |
| ----- | --------------------- | ----------------------- | ------------------------------ | -------------------------------------------- |
| 2012  | Joey's eerste gevecht | Arbitre                 | Dave Schram                    | Second rôle, court métrage                   |
| 2012  | Dat wist ik niet      | Tinus Dupont            | Beer Buijsman, Kristjan Knigge | Court métrage pour le 48 GoGreen competition |
| 2012  | Als Je Verliefd Wordt | John                    | Hans Scheepmaker               | Rôle secondaire                              |
| 2010  | De Nobelprijswinnaar  | Joachim West            | Timo Veltkamp                  | Premier rôle                                 |
| 2009  | Summertime            | Arthur                  | Léonie de Boer, Sia Hermanides | Premier rôle, court métrage                  |
| 2007  | Wie helpt mij nu nog? | Père Van Leeuwen        | Tim Klok                       | court métrage                                |
| 2007  | Sextet                | Aide                    | Eddy Terstall                  | Rôle secondaire                              |
| 2002  | Afrekenen             | Cultivateur             | Marcel Visbeen                 | Court métrage                                |
| 2000  | Rent a Friend         | Alfred                  | Eddy Terstall                  | Premier rôle                                 |
| 1999  | De boekverfilming     | Lui-même                | Eddy Terstall                  | Rôle secondaire                              |
| 1998  | Weekend               |                         | Nanouk Leopold                 | Court métrage                                |
| 1998  | Babylon               | Cow-boy                 | Eddy Terstall                  |                                              |
| 1997  | The Scarlet Seduction | Clocher no 2            | Ruud Satijn                    | Court métrage                                |
| 1997  | Hufters & Hofdames    | Dimitri                 | Eddy Terstall                  | Court métrage, rôle principal                |
| 1995  | Walhalla              | Michel de Feyter        | Eddy Terstall                  | Rôle principal                               |
| 1990  | Spelen of sterven     | Ami de Charel           | Frank Krom                     | Rôle secondaire                              |
| 1987  | Terug naar Oegstgeest |                         | Theo van Gogh                  | Rôle secondaire                              |
| 1987  | L'Assaut              | Anton Steenwijk (jeune) | Fons Rademakers                |                                              |

### Acteur - Télévision
| Année | Titre                 | Rôle                  | Producteur    |
| ----- | --------------------- | --------------------- | ------------- |
| 2013  | Zusjes                | George van de Kaag    | 3 épisodes    |
| 2012  | Divorce               | Dick van Zoomeren     | Épisode 1.1   |
| 2010  | Voetbalvrouwen        | Pasteur               | 1 épisode     |
| 2009  | Floor Faber           | Jasper                | 5 épisodes    |
| 2008  | Liefde, dank je wel   | Propriétaire snackbar | Film télévisé |
| 2007  | Landje                |                       | Film télévisé |
| 2005  | Gooische vrouwen      | Deurwaarder Wieringa  | Épisode 1.4   |
| 2002  | Ernstige delicten     | Jack Benschop         | 1 épisode     |
| 1999  | Lolamoviola: Benidorm | Eddy                  | Film télévisé |
| 1998  | Duister licht         |                       | Film télévisé |
| 1992  | Sjans                 | Mark                  | 1 épisode     |

### Acteur - Théâtre
| Année | Titre                   | Rôle | Directeur          | Théâtre             | Notes                |
| ----- | ----------------------- | ---- | ------------------ | ------------------- | -------------------- |
| 2006  | De hik op zaterdag      |      |                    | Theatergroep Kwatta |                      |
| 2004  | Visite                  |      |                    | Theater Artemis     | Théâtre pour enfants |
| 1993  | Thyestes                |      | Dora van der Groen | Zuidelijk Toneel    |                      |
| 1992  | Toch zonde van die hoer |      | Ivo van Hove       | Zuidelijk Toneel    |                      |
| 1992  | Thyestes                |      | Dora van der Groen | Zuidelijk Toneel    |                      |
| 1991  | Toch zonde van die hoer |      | Ivo van Hove       | Zuidelijk Toneel    |                      |
| 1990  | Het zuiden              |      | Ivo van Hove       | Zuidelijk Toneel    |                      |

### Réalisateur - Film et télévision
| Année | Titre                      | Notes                               |
| ----- | -------------------------- | ----------------------------------- |
| 2011  | Webcam                     | Auteur, producteur et casting       |
| 2003  | www.enzaam.nl              | Film télévisé, auteur               |
| 2001  | Novellen: Shit Happens     | Film télévisé, auteur               |
| 1999  | Live opgenomen             | Série télévisée                     |
| 1996  | Buenos Aires, Here we Come | Court métrage, auteur               |
| 1995  | Pisvingers!                | Auteur                              |
| 1995  | Ventimiglia                | Court métrage, auteur               |
| 1992  | Bloody Mary                | Court métrage, auteur et producteur |

### Publicité
| Année | Compagnie       | Agence       | Notes |
| ----- | --------------- | ------------ | ----- |
|       | Bol             | MacGyver     |       |
|       | Dixons          | MacGyver     |       |
|       | Hästens         | MacGyver     |       |
|       | Milieudefensie  | MacGyver     |       |
|       | De Telefoongids | MacGyver     |       |
|       | Lenen           | Havasu Films |       |
|       | Clearasil       |              |       |
|       | Nivea           |              |       |